# Seneca (Dakota Południowa)
Seneca – miasto w Stanach Zjednoczonych, w stanie Dakota Południowa, w hrabstwie Faulk.